# Transatlantiskt partnerskap för handel och investeringar

TTIP berör USA (orange) och Europeiska unionen (grönfärgat).

Transatlantiskt partnerskap för handel och investeringar, förkortat TTIP (engelska: Transatlantic Trade and Investment Partnership eller Transatlantic Free Trade Area, förkortat TAFTA), är ett planerat, men även kritiserat, frihandelsavtal mellan Europeiska unionen (EU) och USA. Enligt Europeiska kommissionen har handelsavtalet som syfte att förenkla handel dem emellan genom att ta bort olika handelshinder. Om handelsavtalet går igenom skulle det resultera i världens största regionala frihandelszon.
I juni 2013 startade förhandlingarna och den första förhandlingsrundan hölls i juli. Ytterligare rundor hölls därefter var femte vecka. Avtalet förväntades från början vara färdigförhandlat i slutet av 2014, men våren 2015 kom rapporter om att det kunde dröja ända till 2017. Från EU:s sida hölls förhandlingarna av Europeiska kommissionen representerad av handelskommissionären Cecilia Malmström. Europeiska kommissionen förhandlade på ett mandat fastställt av Europeiska rådet (EU-ländernas stats- eller regeringschefer). Europaparlamentet och EU-ländernas parlament och vissa delstatsparlament skulle behövt ratificera avtalet för att det skulle börjat gälla.  I samband med att Donald Trump blivit vald till president i USA meddelade Angela Merkel i nov 2016 att avtalet inte kan slutföras. Joe Biden har i början av sin presidentperiod sagt att han prioriterar den interna ekonomin i första hand.

## Bakgrund
Förhandlingarna om frihandelsavtalet TTIP  motiverades av att den ekonomiska krisen fortfarande hängde tung över EU och USA, och att de multilaterala handelsförhandlingarna inom Världshandelsorganisationen (WTO), Doharundan, kört fast.
De främsta anledningarna till frihandelsavtalet sades vara att det skulle stimulera både EU:s och USA:s ekonomier, detta på grund av både ökat utbud och efterfrågan när handel förenklas och minskade avgifter när tullar och omfattande byråkrati försvinner. Ett bärande inslag var ett så kallat investeringsskydd, som betyder att en investerare kan stämma en stat för det fall investeraren anser att staten har brutit mot investeringsavtalet och om statens åtgärd därigenom har minskat värdet på investeringen. För EU angavs att det skulle handla om en förtjänst på 119 miljarder euro och USA:s ekonomi skulle tjäna 95 miljarder euro. För Sverige skulle enligt förespråkarna ett omfattande avtal kunna öka exporten till USA med 17 procent och importen med 15, vilket skulle öka Sveriges BNP med 0,2 procent enligt beräkningar.  Förenklandet av byråkratin – så kallad Trade Facilitation – skulle enligt beräkningar antagligen utgöra den största delen (upp till 80 procent) av de minskade utgifterna.
Ytterligare en viktig drivkraft bakom förhandlingarna var storleken av EU:s och USA:s handel. EU investerar åtta gånger mer (i USA?) än de gör i Indien och Kina, och USA har tre gånger så stora investeringar inom EU som i Asien. Tillsammans spelar de två ekonomierna en stor roll också globalt: så gott som alla länder har antingen EU eller USA som sin största handelspartner.

## Omfattning
TTIP-avtalet omfattade ett antal områden där bara det första är att ta bort tullar och andra handelsavgifter. För att underlätta handel var tanken också att samarbeta mer kring regler och standarder, men det handlade inte om att komma överens om nya gemensamma standarder utan snarare att godta varandras. Detta skulle exempelvis innebära att bilar som har genomgått tester i USA kan säljas inom EU utan att testning behövde göras där. Därtill kom alltså det nämnda investeringsskyddet.
Ännu fler delar i samarbetet gäller bland annat handel med tjänster och möjlighet till offentlig upphandling mellan regionerna, vilket skulle innebära en mycket större marknad för företag i EU och USA.
Avtalet skulle också innefatta jordbruket med en ömsesidig öppning av marknaderna där USA hoppades sälja mer råvaror medan europeiska länder främst kunde öka sin export av bearbetade livsmedel.

## Kritik

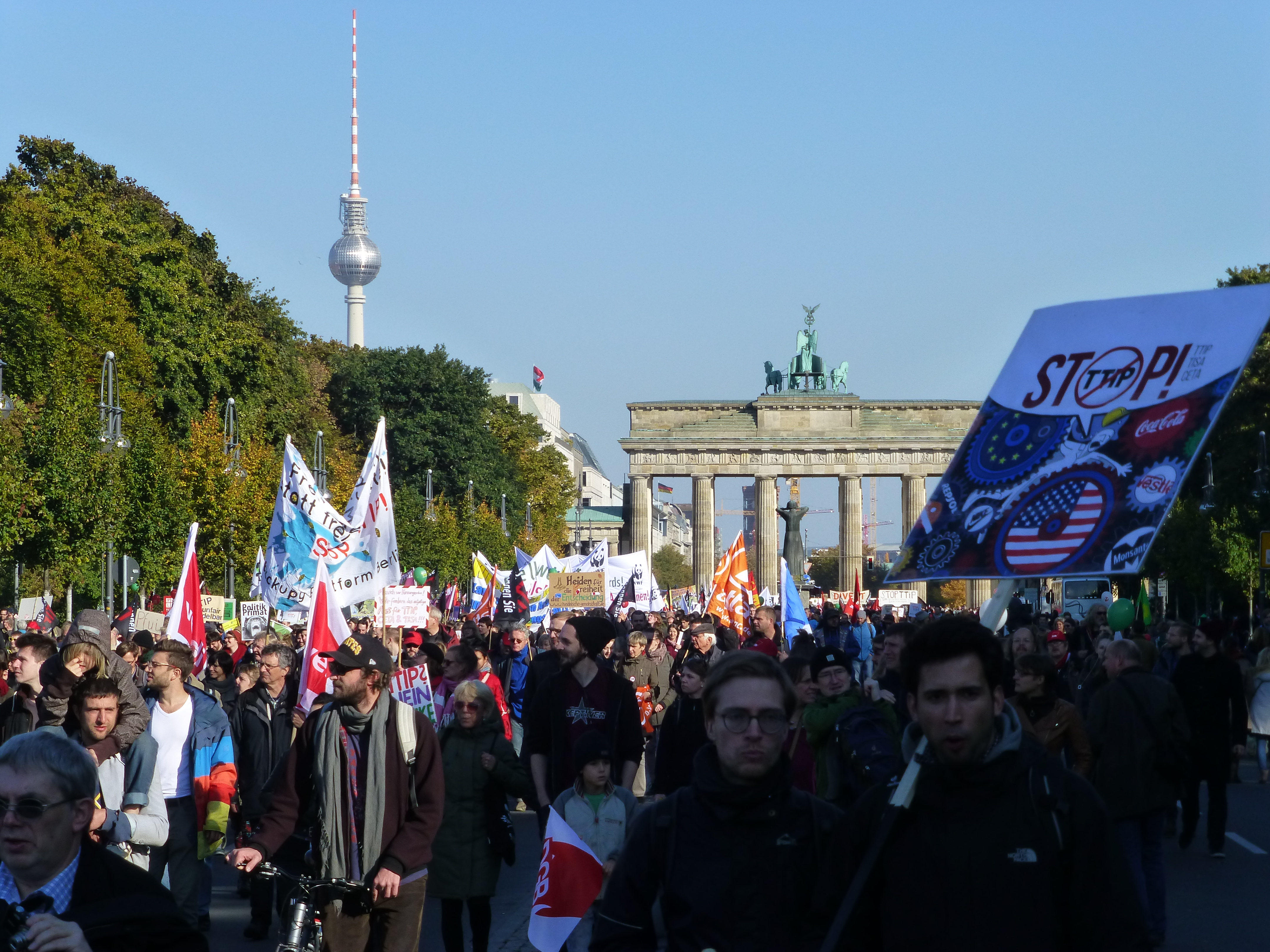
Demonstration i Berlin i oktober 2015 mot TTIP och CETA.

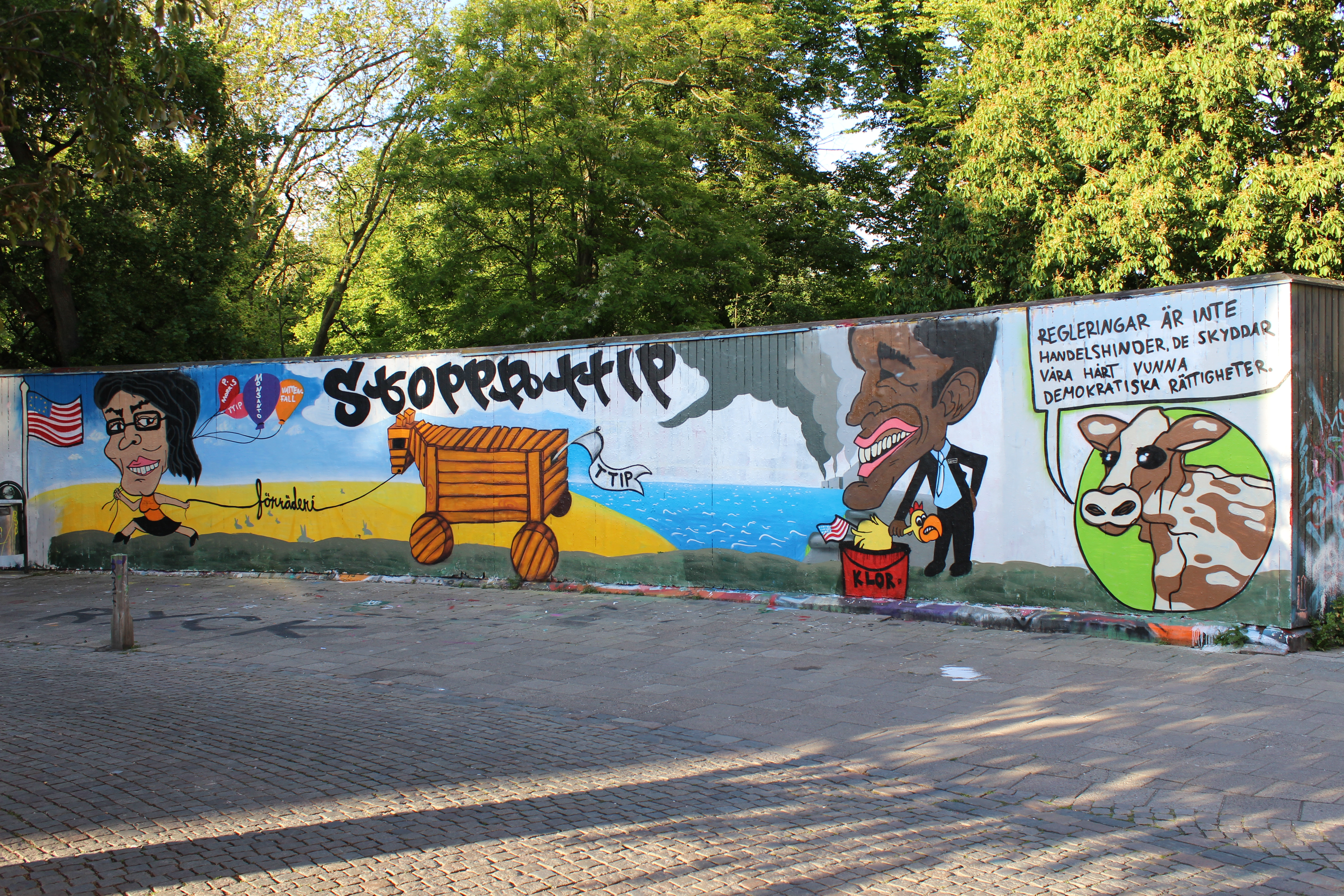
Anti-TTIP-graffiti i Malmö.

Kritiken mot avtalet handlar först och främst om en oro för att miljö-, hälso- och djurskyddsstandarder skulle behöva sänkas till förmån för frihandeln och att konsumenter kommer utsättas för produkter de nu är skyddade från. Dessutom finns en oro för de så kallade ISDS-regler (Investor State Dispute Settlement) som innebär att företag kan stämma stater i skiljedomstol när förutsättningar inom vissa områden förändras från den ursprungliga investeringen – exempelvis genom ny lagstiftning. Två exempel på sådana situationer i samband med tidigare avtal är att Vattenfall stämde Tyskland efter landets beslut att avveckla kärnkraften och att Philip Morris stämde Australien för reglering av cigarrettpaketens utseende. . Ett australiskt gruvföretag stämde Sverige för att man inte fick bryta uran här. En svensk namninsamling mot TTIP  samlade över 47400 underskrifter. Svenskt Näringsliv har publicerat en forskningssammanställning som bland annat omfattar tankesmedjans Katalys kritik av TTIP.

## Läcka
Trots den sekretess som det sägs har omslutit avtalet så fick Greenpeace i Nederländerna under 2016 tag på en stor del av innehållet i TTIP och i april presenterades materialet publikt på Internet. Läckan ledde till kritik mot avtalet gällande bland annat miljö-, djur- och rättsskydd. Frågan om huruvida avtalet omges av strikt sekretess är omstridd. Europeiska kommissionen publicerade löpande dokument från förhandlingarna, höll så kallade stakeholder-dialogues och har även offentliggjort mandatet man fått av Europeiska rådet.